# JSO
JSO（じぇいえすおー）は、大阪の十三を拠点に活動していた女性アイドルグループである。

## 概要
関西を中心にライブ・イベント・ボランティア活動などを通じ、笑顔と元気を届けていくアイドルグループである。2012年7月1日結成。毎週水曜日、大阪梅田にあるJSO常設イベント会場アイドルテラスで水曜玉手箱という単独イベントを開催している。1stシングル「アマテラス」、2ndシングル「カグヤ」を楽曲テーマの1つとして掲げ、世界に発信している。

## 元メンバー
| 名前        | よみ            | ニックネーム | 誕生日  | 備考     |
| ----------- | --------------- | ------------ | ------- | -------- |
| 竹下 絵莉   | たけした えり   | えーりん     | 5月1日  | リーダー |
| 徳永 彩佳   | とくなが あやか | あやかぴ     | 6月28日 |          |
| 百武 あい   | ひゃくたけ あい | あいちゃん   | 2月12日 |          |
| 足森 いづみ | あしもり いづみ | いづみん     | 5月19日 |          |

## 玉手箱
JSO常設イベント会場アイドルテラスで毎週水曜日に開催するJSOの単独イベントの名称。歌、ダンス、トークやコーナー、季節ごとの様々な企画内容が行われている。不定期で週末にも開催される。

## ディスコグラフィー
- 1stシングル「アマテラス」（モデル屋本舗、2013年3月13日リリース）
- 2ndシングル「カグヤ」（モデル屋本舗、2013年9月11日リリース）

1. Run after a dream
2. アマテラス
3. 十三響想曲
4. winning run
5. 恋してぶんぶん
6. カグヤ